# Isophya sicula
Isophya sicula is een rechtvleugelig insect uit de familie sabelsprinkhanen (Tettigoniidae). De wetenschappelijke naam van deze soort is voor het eerst geldig gepubliceerd in 2010 door Orci, Szövényi & Nagy.
1. ↑  (en) Isophya sicula op de IUCN Red List of Threatened Species.